# بول هيب
بول هيب (بالإنجليزية: Paul Hipp)‏ مواليد 17 يوليو 1963 في فيلادلفيا، هو ممثل أمريكي بدأ مسيرته الفنية سنة 1987. فاز بجائزة المسرح العالمي.

## الأعمال
- الوجه المخلوع
- إي آر
- بيتي القبيحة
- نمبرز
- ذا ميدل
- أليخاندرو أغريستي

## روابط خارجية
- بول هيب على موقع IMDb (الإنجليزية)
- بول هيب على موقع ميوزك برينز (الإنجليزية)
- بول هيب على موقع قاعدة بيانات برودواي على الإنترنت (الإنجليزية)
- بول هيب على موقع ديسكوغز (الإنجليزية)
- بول هيب على موقع قاعدة بيانات الفيلم (الإنجليزية)